# Anell de l'humor

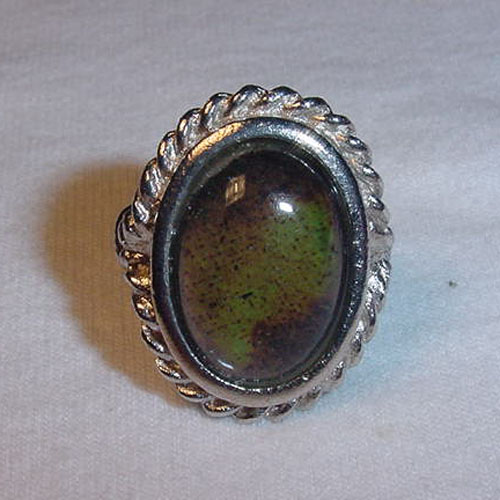
Anell de l'humor

Un anell de l'humor és un anell fet d'elements termocromàtics, com el cristall líquid. L'anell canvia de color segons la temperatura corporal de la persona que el porta posat, i es considera un indicador de l'estat emocional.
Va ser creat el 1975 per dos inventors de Nova York, Josh Reynolds i Maris Ambats, que van unir cristalls líquids amb pedres de quars en anells. En principi es van vendre al detall a 45 dòlars per un "encast platejat" i 250 dòlars per daurat, i van ser venuts per primera vegada en Bonwit Teller, tornant ràpidament una moda en la dècada del 1970.

## Funcionament
L'anell de l'humor es tracta d'un termòmetre de cristall líquid. Els anells es solen adornar amb gemmes falses que contenen el cristall líquid termocràtic al seu interior o en una petita capa de la superfície. Els canvis en la temperatura, fan que el vidre reflecteixi diferents longituds d'ona que provoquen els canvis en el color. El cristall líquid que s'utilitza en els anells de l'humor sol reaccionar mostrant un color "neutral" davant de la temperatura mitjana del cos humà (36 °C).
La teoria sobre que l'anell indica l'humor de la persona que el porta es basa en la fluctuació de la temperatura corporal en funció de l'estat emocional. La temperatura del cos humà varia lleugerament (menys d'1 °C) quan es produeixen els cicles menstruals i quan el cos lluita contra una infecció. No obstant això, l'anell sol ser més vulnerable a les variacions de la temperatura ambient que a la temperatura corporal de la persona i no sembla haver cap correspondència directa entre un estat d'ànim específic i un color concret que ho corrobori.

## Interpretació dels colors
Encara que no hi ha una única correspondència entre l'estat d'ànim i el color de l'anell, aquestes són algunes de les interpretacions comunament acceptades pels colors:
| Color         | Interpretació                               |
| ------------- | ------------------------------------------- |
| Negre         | Tens, nerviós, preocupat, excés de treball  |
| Gris          | Ansiós, nerviós, sensació de cansament      |
| Groc          | Emocions nervioses barrejades amb inquietud |
| Taronja       | Enamorat                                    |
| Verd          | estat general no sotmès a molt estrès       |
| Pedra verdosa | Emotiu, relaxat                             |